# 弗朗齐歇克·希姆奇克
弗朗齐歇克·希姆奇克（波蘭語：Franciszek Szymczyk，1892年2月21日—1976年11月5日），波兰男子自行车运动员。他曾代表波兰参加1924年夏季奥林匹克运动会自行车比赛，获得男子团体追逐赛银牌。